# Ђердапска клисура
Ђердапска клисура (рум. Porţile de Fier; буг. Железни врата) је најдужа (100 km) и највећа клисура у Европи. Она формира део границе између Румуније и Србије, при чему се северно налази Румунија а јужно Србија. Румунски, мађарски, словачки, турски, немачки и бугарски назив има значење железна врата, док је клисура у Србији позната као Ђердап. На румунској страни се налази национални парк Железна врата (рум. Parcul Natural Porţile de Fier), а са српске национални парк Ђердап.
Ђердапска клисура представља композитну (чине је наизменично 3 котлине и 4 клисуре) и антецедентну (усецање корита је ишло паралелно са тектонским померањима) долину и она изгледа овако:
- Голубачка клисура
- Љупковска котлина (названа по румунском селу Љупкова)
- Клисура Госпођин вир
- Доњомилановачка котлина
- Клисура Казан
- Оршавска котлина
- Сипска клисура (добила име по месту Сип)
- Влашка низија

Клисура је још и полигенетска, полифазна, попречна, дубока, лактаста и делом кањонска. Горњи део клисуре усекла је морска (језерска) отока Панонског мора која је отицала ка Понтијском мору. Нижи делови клисуре одговарају ерозији Дунава који је наследио отоку.
У Голубачкој клисури, са дна корита Дунава, дижу се остењаци. Љупковску котлину са јужне стране ограничава планина Шомрда. У клисури Госпођин вир има џиновских лонаца. У једном од њих измерена је дубина од 82 m што је једна од највећих речних дубина на планети. Са дна корита ове клисуре дижу се остењаци и прагови. Клисура Казан усечена је у старије и отпорније стене са скоро вертикалним странама. Она је најужа клисура у Ђердапу (150 m). У Великом Казану има дубоких џиновских лонаца (до 71 m) чија дна допиру испод нивоа мора. Корито Дунава у Сипској клисури је стеновито и пуно остењака. Од њих се састоји стеновита пречага Преграда. Целокупна клисура Ђердап добила је назив по једном делу Сипске клисуре.
У клисури има археолошких налаза и културно-историјских споменика, као што су насеље Лепенски Вир, Голубачки град, остаци Трајановог моста, Трајанове табле, као и разни очувани примери народне словенске архитектуре.
Након изградње хидроелектране Ђердап, дошло је до подизања нивоа воде и тако је настало акумулационо Ђердапско језеро. Том приликом потопљени су многобројни веома важни археолошки локалитети, који спадају у најстарије у Европи.
Евидентирана културна добра са потопљеним локалитетима:
- Ливадице(античко утврђење)
- Брњица (римски преградни каструм)
- Цезава (римски каструм)
- Цезава (средњовековна некропола)
- Салдум (римско и рановизантијско утврђење)
- Зидинац (касноантички спецулум)
- Козица (праисторијска насеља)
- Босман (рановизантијско утврђење)
- Госпођин Вир (античко и средњовековно налазиште)
- Манастир – Госпођин Вир (праисторијско, античко и средњовековно налазиште)
- Падина (насеље мезолита и старијег неолита)
- Песаца (праисторијско насеље, античко утврђење и средњовековна некропола)
- Стубица (насеље старијег неолита)
- Велике Ливадице (праисторијско, античко и средњовековно насеље)
- Мале Ливадице (насеље старијег гвозденог доба и античка осматрачница)
- Клисура (насеље бронзаног доба)
- Лепенски Вир (римска кула)
- Лепенски Вир (праисторијска поткапина)
- Катаринине Ливаде (насеље бронзаног доба)
- Бољетин (римски и рановизантијски логор)
- Бољетин (средњовековно насеље и некропола)
- Власац (мезолитско насеље)
- Равна (римско и рановизантијско утврђење)
- Равна (средњовековно насеље и некропола)
- Рибница (праисторијско и античко налазиште, средњовековно насеље и некропола)
- Доњи Милановац – Велики Градац (римско и рановизантијско утврђење)
- Мрфаја (комплекс праисторијских налазишта на потезу Поречке реке)
- Поречка Река (сабирни центар за снабдевање римских трупа у Ђердапу)
- Поречка Река (средњовековно насеље и некропола)
- Мало и Велико Голубиње (праисторијско, римсковизантијско налазиште)
- Пећка Бара (праисторијско, античко и средњовековно налазиште)
- Хајдучка Воденица (праисторијска некропола)
- Хајдучка Воденица (праисторијско насеље)
- Хајдучка Воденица (касноантичко и рановизантијско утврђење)
- Хајдучка Воденица (средњовековно насеље и некропола)
- Бараце код Трајанове Табле (праисторијско и античко насеље)
- Текија (римско утврђење – Трансдиерна)
- Сип (касноантичко утврђење)
- Косовица (римски мост)
- Римски Пут кроз Ђердапску клисуру

Ђердап је видео и чувени путописац Евлија Челебија 1667: након што наведе разне теснаце и клисуре, "Демир капије", каже: "Од свих споменутих Демир Капија̄, највећа се мука мучи у овој Дунавској Демир Капији, у којој се сваке године разбију толике стотине бродова и подави толико тисућа људи!".
Некада се у Ђердапу ловила риба уз помоћ леса од прућа.